# Peter Gröbner (Biochemiker)
Peter Gröbner (* 21. Juli 1943 in Innsbruck) ist ein österreichischer Chemiker und Biochemiker.

## Leben und Wirken
Peter Gröbner besuchte von 1949 bis 1961 die Volksschule und das Bundesrealgymnasium Innsbruck. 1961/1962 leistete er Präsenzdienst beim Bundesheer. Ab 1962 studierte er Chemie an der Universität Innsbruck und wurde 1970 zum Dr. phil. promoviert. Anschließend war er wissenschaftlicher Assistent am Institut für Organische und Pharmazeutische Chemie, von 1971 bis 1973 an der Universität Heidelberg und ab 1973 am Institut für Biochemie und Experimentelle Krebsforschung der Universität Innsbruck. 1981 habilitierte er sich im Fach Biochemie. 1982 hatte er einen mehrmonatigen Forschungsaufenthalt am Department of Biology der Virginia Polytechnic Institute and State University in Blacksburg, Virginia.
1993 wurde Peter Gröbner Universitätsprofessor am Institut für Medizinische Chemie und Biochemie der Universität Innsbruck, wo er die Abteilung für Molekulare Zellbiologie leitete. Von 1999 bis 2003 war er Vizerektor für Personal, Personal- und Organisationsentwicklung. Ab 2004 war er Direktor der Sektion für Biologische Chemie am Biozentrum der neugegründeten Medizinischen Universität Innsbruck. 2008 wurde er emeritiert.
Peter Gröbner war ab 1977 Vorsitzender der Gewerkschaftssektion Hochschullehrer Tirol der Gewerkschaft öffentlicher Dienst. Ab 1976 war er Mitglied des Fakultätskollegiums der Medizinischen Fakultät, von 1984 bis 1997 Vertreter im Akademischen Senat und ab 1997 Mitglied des Senats nach Universitäts-Organisationsgesetz 1993. Von 2003 bis 2008 und von 2013 bis 2018 war er Mitglied des Universitätsrats der Universität Innsbruck. 

## Auszeichnungen
- 2010: Ehrenbürger der Universität Innsbruck[4]

## Schriften
- Arbeiten auf dem Gebiet der 1-Hydroxyharnstoffe, der 1,3-disubstituierten Pyrazoldione-(4,5) und der 4-Hydroxysemicarbazide. Dissertation. Universität Innsbruck 1970.